# رومونگ، میکرونزی

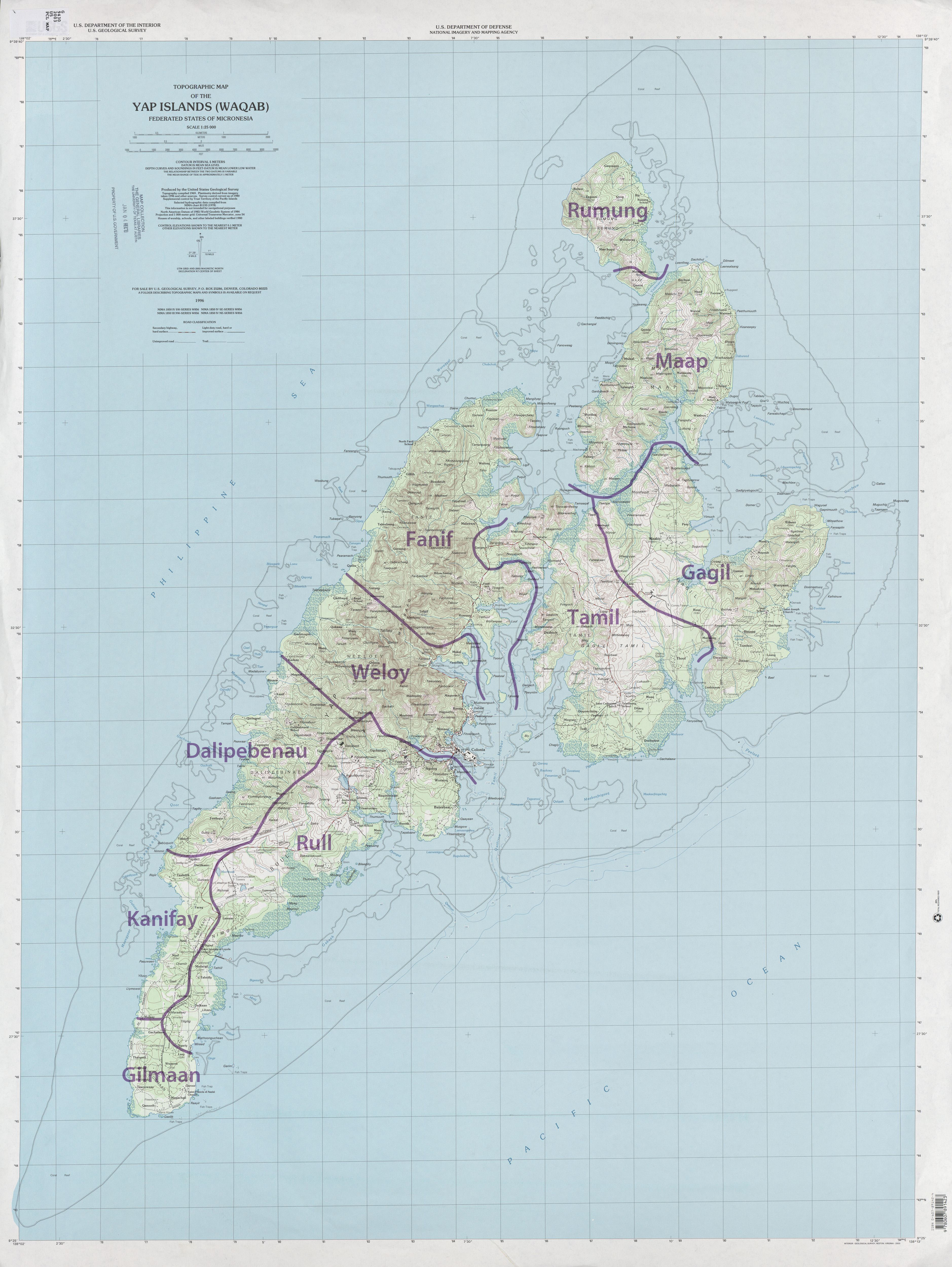
منطقه‌های شهرداری آبخوست یاپ

رومونگ یک منطقه شهرداری و شمالی‌ترین بخش آبخوست یاپ، ایالت یاپ در ایالات فدرال میکرونزی است.